# Élections de 2010 en Caroline du Sud
Les élections de Caroline du Sud (en anglais : 2010 South Carolina elections) se tiennent le 2 novembre. Les élections primaires (démocrates et républicaines) ont lieu le 8 et 22 juin. Historiquement considérée comme conservatrice sur le plan social, la Caroline du Sud surprend les analystes politiques en 2010, lorsque les électeurs désignent lors des primaires Nikki Haley, une ex-sikh d'origine indienne, au poste de gouverneur, ainsi que deux Afro-Américains, Alvin Greene et Tim Scott, à des postes clés du Congrès.
Le jour de l'élection générale, les républicains s'imposent largement tant au niveau national qu'au niveau local. À noter que les deux candidats républicains issue de la diversité, Nikki Haley et Tim Scott, sont élus au soir du 2 novembre.

## Élection du gouverneur
Dopée par le soutien de l'ancienne candidate républicaine à la vice-présidence et gouverneur de l'Alaska Sarah Palin, le 8 juin 2010, jour de l'investiture républicaine, Nikki Haley arrive en tête avec 48,86 % des voix, contre des poids-lourds politiques de l'État, à savoir le représentant fédéral Gresham Barrett (22 %), le procureur général Henry McMaster (17 %) ou encore le gouverneur adjoint André Bauer (12 %). Cependant, aucun candidat n'ayant réuni 50 % dès le premier tour, un second tour se tiendra le 22 juin 2010. Le 22 juin 2010, Nikki Haley est définitivement investi en obtenant 233,733 voix soit 65,1 % contre 125,601 voix soit 34,9 % à Gresham Barrett. C'est alors la première femme et la première personnalité d'origine indienne investie pour le poste de gouverneur en Caroline du Sud.
Chez les démocrates, c'est le sénateur Vincent Sheheen qui s'impose nettement dès le premier tour en obtenant 109,033 voix soit 58,92 % face notamment au surintendant de l'éducation de Caroline de Sud Jim Rex qui n'obtient que 42,607 voix soit 23,02 % et au sénateur Robert Ford qui se classe dernier avec 33,425 voix soit 18,06 %.

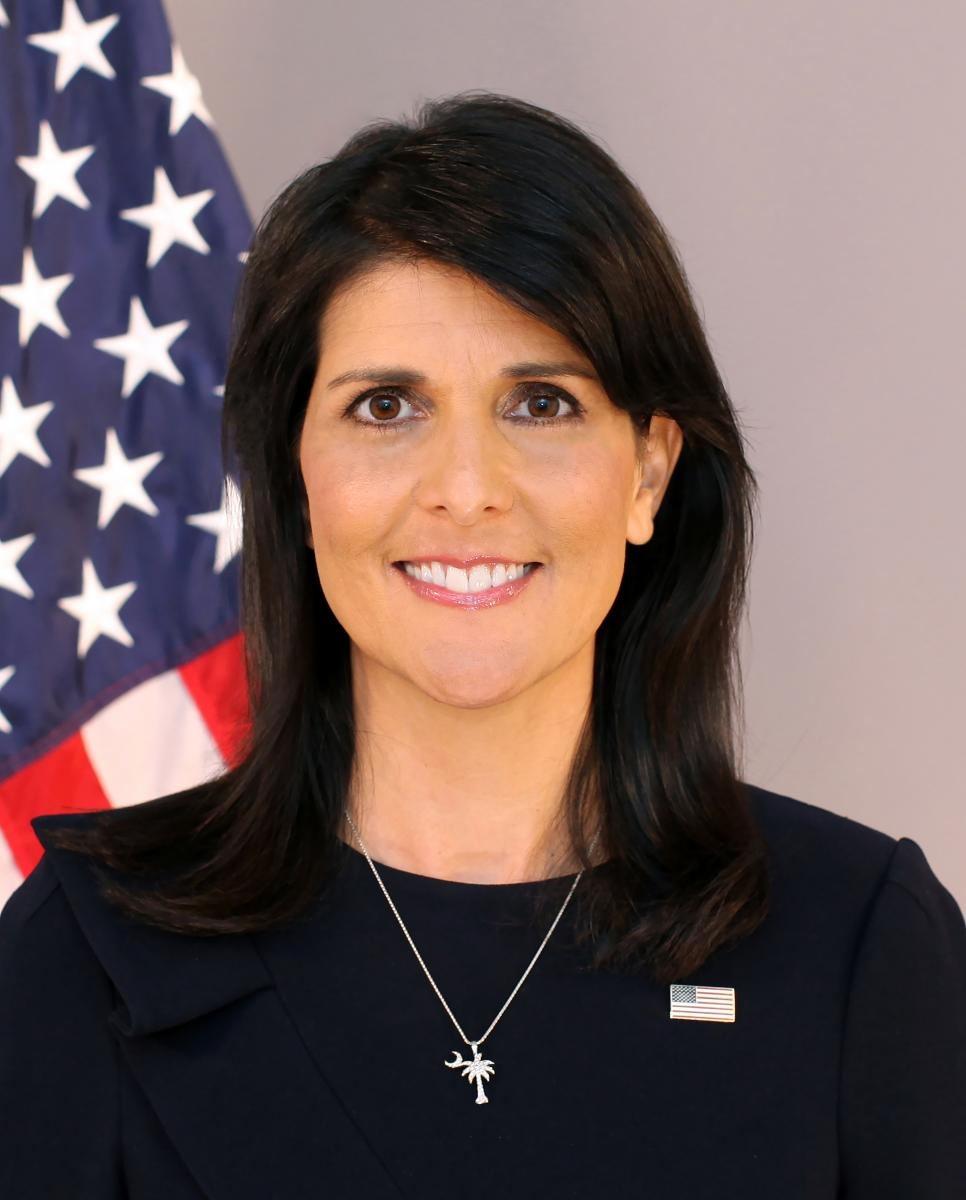
Nikki Haley

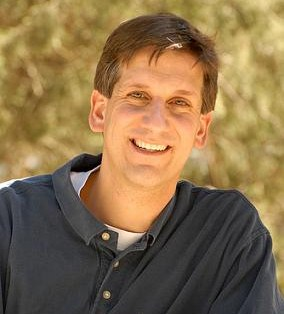
Vincent Sheheen

| Élection du gouverneur de Caroline du Sud | Élection du gouverneur de Caroline du Sud | Élection du gouverneur de Caroline du Sud | Élection du gouverneur de Caroline du Sud | Élection du gouverneur de Caroline du Sud | Élection du gouverneur de Caroline du Sud |
| Partis                                    | Partis                                    | Candidats                                 | Voix                                      | %                                         | ± %                                       |
| ----------------------------------------- | ----------------------------------------- | ----------------------------------------- | ----------------------------------------- | ----------------------------------------- | ----------------------------------------- |
|                                           | Parti républicain                         | Nikki Haley                               | 674,576                                   | 51                                        |                                           |
|                                           | Parti démocrate                           | Vincent Sheheen                           | 617,733                                   | 47                                        |                                           |
|                                           | Tiers partis et indépendants              | Autres candidats                          |                                           |                                           |                                           |

## Sénat des États-Unis
Le 8 juin 2010, Alvin Greene remporte l'investiture démocrate en obtenant 99,970 suffrages soit 58,97 % contre seulement 69,572 suffrages soit 41,03 % à Vic Rawl. C'est alors le premier afro-américain à remporter l'investiture d'un des deux grands partis américains pour le sénat en Caroline du Sud. Au lendemain de la primaire, les dirigeants démocrates de Caroline du Sud ont demandé à Green de retirer sa candidature. Malgré les pressions, il souhaite maintenir sa candidature.
Les républicains reconduisent quant à eux le sénateur Jim DeMint avec 83 % des voix face à Susan McDonald Gaddy.
Beaucoup d'experts et d'analystes politiques se demandent comment Alvin Greene, un chômeur de 33 ans, inconnu dans son propre État, a pu remporter l'investiture du parti démocrate pour le sénat américain. Il faut ajouter qu'il n'a aucun budget, aucun personnel, aucune affiche, aucun site internet de campagne et qu'il n'organise aucune réunion publique. Certains pensent que sa position au sommet de la liste des candidats démocrates sur les bulletins de vote l’a aidé ; d'autres mettent en avant un vote racial puisque l'État compte 29 % de noirs qui sont pour la plupart démocrates. Le représentant démocrate de Caroline du Sud Jim Clyburn soupçonne Green d’être une « taupe républicaine » en place pour faciliter la réélection du sénateur DeMint, dont la popularité n'atteint pas des sommets. 

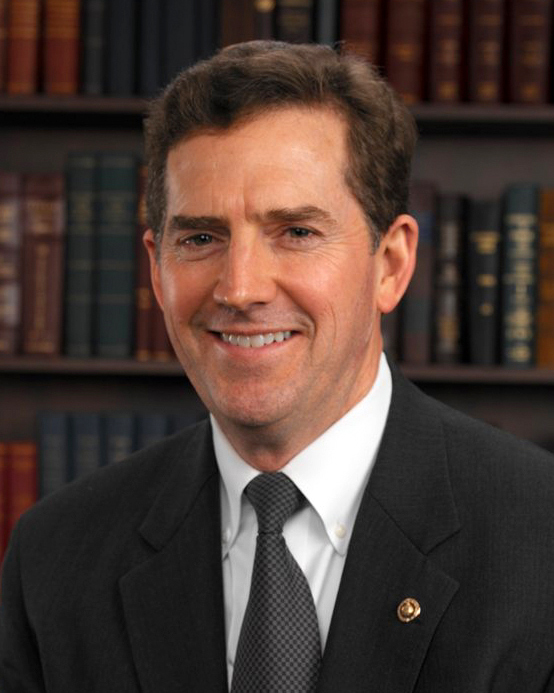
Jim DeMint

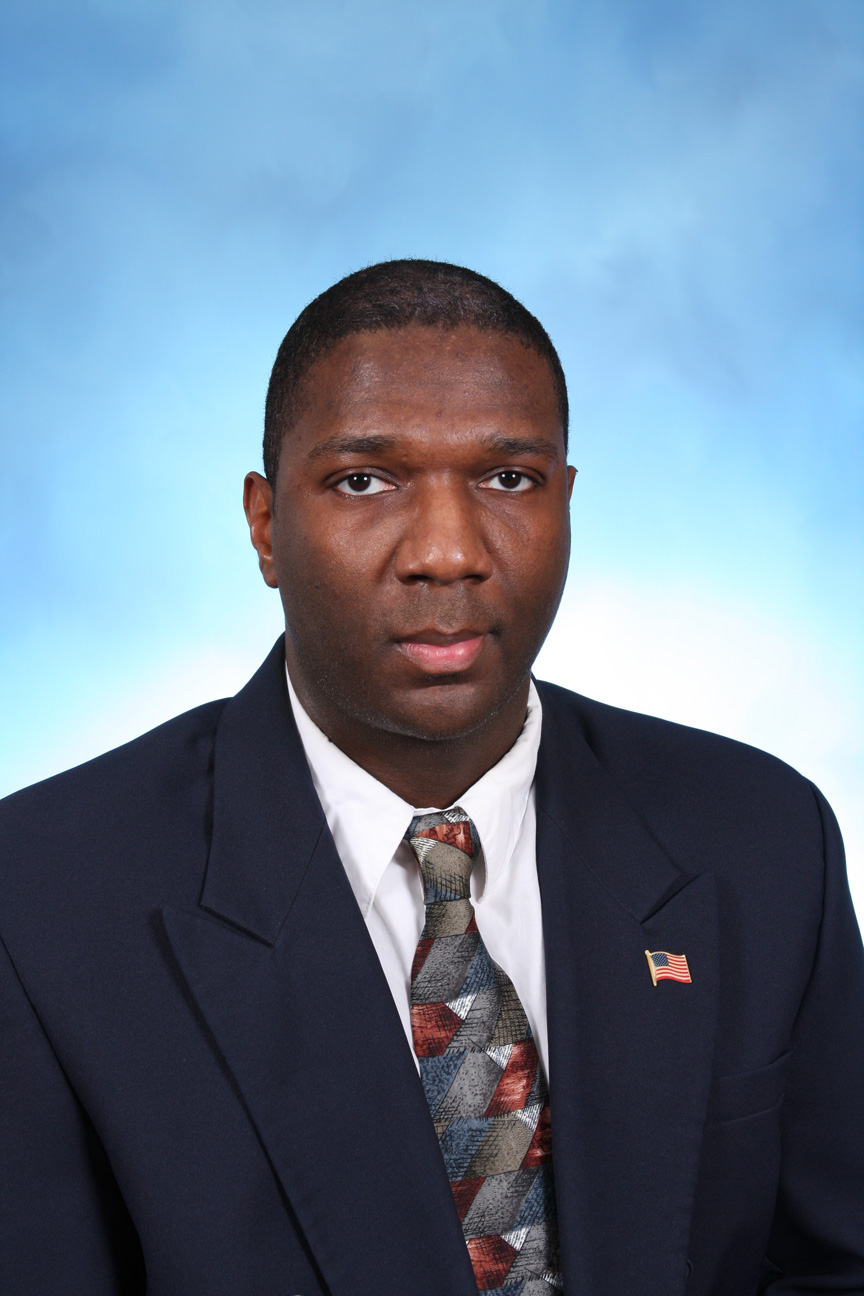
Alvin Greene

| Élection sénatoriale américaine de 2010 en Caroline du Sud | Élection sénatoriale américaine de 2010 en Caroline du Sud | Élection sénatoriale américaine de 2010 en Caroline du Sud | Élection sénatoriale américaine de 2010 en Caroline du Sud | Élection sénatoriale américaine de 2010 en Caroline du Sud | Élection sénatoriale américaine de 2010 en Caroline du Sud |
| Partis                                                     | Partis                                                     | Candidats                                                  | Voix                                                       | %                                                          | ± %                                                        |
| ---------------------------------------------------------- | ---------------------------------------------------------- | ---------------------------------------------------------- | ---------------------------------------------------------- | ---------------------------------------------------------- | ---------------------------------------------------------- |
|                                                            | Parti républicain                                          | Jim DeMint                                                 | 792,133                                                    | 63                                                         |                                                            |
|                                                            | Parti démocrate                                            | Alvin Greene                                               | 358,276                                                    | 28                                                         |                                                            |
|                                                            | Tiers partis et indépendants                               | Autres candidats                                           | 118,952                                                    | 9                                                          |                                                            |

## Chambre des représentants des États-Unis

### Premier district
| Résultats | Résultats                    | Résultats        | Résultats | Résultats | Résultats |
| Partis    | Partis                       | Candidats        | Voix      | %         | ± %       |
| --------- | ---------------------------- | ---------------- | --------- | --------- | --------- |
|           | Parti républicain            | Tim Scott        | 152 775   | 65.37     |           |
|           | Parti démocrate              | Ben Frasier      | 67 008    | 28.67     |           |
|           | Tiers partis et indépendants | Autres candidats |           |           |           |

### Deuxième district
| Élection à la chambre des représentants des États-Unis (2e district) | Élection à la chambre des représentants des États-Unis (2e district) | Élection à la chambre des représentants des États-Unis (2e district) | Élection à la chambre des représentants des États-Unis (2e district) | Élection à la chambre des représentants des États-Unis (2e district) | Élection à la chambre des représentants des États-Unis (2e district) |
| Partis                                                               | Partis                                                               | Candidats                                                            | Voix                                                                 | %                                                                    | ± %                                                                  |
| -------------------------------------------------------------------- | -------------------------------------------------------------------- | -------------------------------------------------------------------- | -------------------------------------------------------------------- | -------------------------------------------------------------------- | -------------------------------------------------------------------- |
|                                                                      | Parti républicain                                                    | Joe Wilson                                                           | 138 861                                                              | 53.48                                                                |                                                                      |
|                                                                      | Parti démocrate                                                      | Rob Miller                                                           | 113 625                                                              | 43.76                                                                |                                                                      |
|                                                                      | Tiers partis et indépendants                                         | Autres candidats                                                     |                                                                      |                                                                      |                                                                      |

### Troisième district
| Élection à la chambre des représentants des États-Unis (3e district) | Élection à la chambre des représentants des États-Unis (3e district) | Élection à la chambre des représentants des États-Unis (3e district) | Élection à la chambre des représentants des États-Unis (3e district) | Élection à la chambre des représentants des États-Unis (3e district) | Élection à la chambre des représentants des États-Unis (3e district) |
| Partis                                                               | Partis                                                               | Candidats                                                            | Voix                                                                 | %                                                                    | ± %                                                                  |
| -------------------------------------------------------------------- | -------------------------------------------------------------------- | -------------------------------------------------------------------- | -------------------------------------------------------------------- | -------------------------------------------------------------------- | -------------------------------------------------------------------- |
|                                                                      | Parti républicain                                                    | Jeffrey Duncan                                                       | 125,513                                                              | 63                                                                   |                                                                      |
|                                                                      | Parti démocrate                                                      | Jane Ballard Dyer                                                    | 72,436                                                               | 36                                                                   |                                                                      |
|                                                                      | Tiers partis et indépendants                                         | Autres candidats                                                     |                                                                      |                                                                      |                                                                      |

### Quatrième district
| Élection à la chambre des représentants des États-Unis (4e district) | Élection à la chambre des représentants des États-Unis (4e district) | Élection à la chambre des représentants des États-Unis (4e district) | Élection à la chambre des représentants des États-Unis (4e district) | Élection à la chambre des représentants des États-Unis (4e district) | Élection à la chambre des représentants des États-Unis (4e district) |
| Partis                                                               | Partis                                                               | Candidats                                                            | Voix                                                                 | %                                                                    | ± %                                                                  |
| -------------------------------------------------------------------- | -------------------------------------------------------------------- | -------------------------------------------------------------------- | -------------------------------------------------------------------- | -------------------------------------------------------------------- | -------------------------------------------------------------------- |
|                                                                      | Parti républicain                                                    | Trey Gowdy                                                           | 137,167                                                              | 64                                                                   |                                                                      |
|                                                                      | Parti démocrate                                                      | Paul Corden                                                          | 62,173                                                               | 29                                                                   |                                                                      |
|                                                                      | Tiers partis et indépendants                                         | Autres candidats                                                     |                                                                      |                                                                      |                                                                      |

### Cinquième district
| Élection à la chambre des représentants des États-Unis (5e district) | Élection à la chambre des représentants des États-Unis (5e district) | Élection à la chambre des représentants des États-Unis (5e district) | Élection à la chambre des représentants des États-Unis (5e district) | Élection à la chambre des représentants des États-Unis (5e district) | Élection à la chambre des représentants des États-Unis (5e district) |
| Partis                                                               | Partis                                                               | Candidats                                                            | Voix                                                                 | %                                                                    | ± %                                                                  |
| -------------------------------------------------------------------- | -------------------------------------------------------------------- | -------------------------------------------------------------------- | -------------------------------------------------------------------- | -------------------------------------------------------------------- | -------------------------------------------------------------------- |
|                                                                      | Parti républicain                                                    | Mick Mulvaney                                                        | 119,776                                                              | 55                                                                   |                                                                      |
|                                                                      | Parti démocrate                                                      | John Spratt (sortant)                                                | 99,034                                                               | 45                                                                   |                                                                      |
|                                                                      | Tiers partis et indépendants                                         | Autres candidats                                                     |                                                                      |                                                                      |                                                                      |

### Sixième district
| Élection à la chambre des représentants des États-Unis (6e district) | Élection à la chambre des représentants des États-Unis (6e district) | Élection à la chambre des représentants des États-Unis (6e district) | Élection à la chambre des représentants des États-Unis (6e district) | Élection à la chambre des représentants des États-Unis (6e district) | Élection à la chambre des représentants des États-Unis (6e district) |
| Partis                                                               | Partis                                                               | Candidats                                                            | Voix                                                                 | %                                                                    | ± %                                                                  |
| -------------------------------------------------------------------- | -------------------------------------------------------------------- | -------------------------------------------------------------------- | -------------------------------------------------------------------- | -------------------------------------------------------------------- | -------------------------------------------------------------------- |
|                                                                      | Parti démocrate                                                      | Jim Clyburn                                                          | 122,709                                                              | 63                                                                   |                                                                      |
|                                                                      | Parti républicain                                                    | Jim Pratt                                                            | 69,390                                                               | 36                                                                   |                                                                      |
|                                                                      | Tiers partis et indépendants                                         | Autres candidats                                                     |                                                                      |                                                                      |                                                                      |

## Élections à la Chambre des représentants de Caroline du Sud
Les 124 membres de la Chambre des représentants de Caroline du Sud sont élus pour deux ans. Actuellement les républicains détiennent 73 sièges et les démocrates 51 sièges.
Au terme de ces élections, les républicains obtiennent 75 sièges (+2) contre 48 sièges aux démocrates (-3) et un siège vacant.
Les membres du Sénat de Caroline du Sud ne sont pas concernés par cette élection puisqu'ils sont élus pour quatre ans.

## Gouvernement de Caroline du Sud

### Procureur général
| Élection du Procureur général (attorney general) | Élection du Procureur général (attorney general) | Élection du Procureur général (attorney general) | Élection du Procureur général (attorney general) | Élection du Procureur général (attorney general) | Élection du Procureur général (attorney general) |
| Partis                                           | Partis                                           | Candidats                                        | Voix                                             | %                                                |                                                  |
| ------------------------------------------------ | ------------------------------------------------ | ------------------------------------------------ | ------------------------------------------------ | ------------------------------------------------ | ------------------------------------------------ |
|                                                  | Parti républicain                                | Alan Wilson                                      | 716,193                                          | 53.74                                            |                                                  |
|                                                  | Parti démocrate                                  | Matthew Richardson                               | 589,135                                          | 44.20                                            |                                                  |
|                                                  | Tiers partis et indépendants                     | Autres candidats                                 | 27,478                                           | 2.07                                             |                                                  |

### Gouverneur adjoint
| Élection du Gouverneur adjoint (lieutenant gouverneur) | Élection du Gouverneur adjoint (lieutenant gouverneur) | Élection du Gouverneur adjoint (lieutenant gouverneur) | Élection du Gouverneur adjoint (lieutenant gouverneur) | Élection du Gouverneur adjoint (lieutenant gouverneur) | Élection du Gouverneur adjoint (lieutenant gouverneur) |
| Partis                                                 | Partis                                                 | Candidats                                              | Voix                                                   | %                                                      |                                                        |
| ------------------------------------------------------ | ------------------------------------------------------ | ------------------------------------------------------ | ------------------------------------------------------ | ------------------------------------------------------ | ------------------------------------------------------ |
|                                                        | Parti républicain                                      | Ken Ard                                                | 735,089                                                | 55.16                                                  |                                                        |
|                                                        | Parti démocrate                                        | Ashley Cooper                                          | 596,620                                                | 44.77                                                  |                                                        |
|                                                        | Tiers partis et indépendants                           | Autres candidats                                       | 1,012                                                  | 0.08                                                   |                                                        |

### Secrétaire d'État
| Élection du Secrétaire d'État | Élection du Secrétaire d'État | Élection du Secrétaire d'État | Élection du Secrétaire d'État | Élection du Secrétaire d'État | Élection du Secrétaire d'État |
| Partis                        | Partis                        | Candidats                     | Voix                          | %                             |                               |
| ----------------------------- | ----------------------------- | ----------------------------- | ----------------------------- | ----------------------------- | ----------------------------- |
|                               | Parti républicain             | Mark Hammond                  | 805,783                       | 60.91                         |                               |
|                               | Parti démocrate               | Marjorie Johnson              | 516,414                       | 39.04                         |                               |
|                               | Tiers partis et indépendants  | Autres candidats              | 638                           | 0.05                          |                               |

### Trésorier
| Élection du Trésorier | Élection du Trésorier        | Élection du Trésorier | Élection du Trésorier | Élection du Trésorier | Élection du Trésorier |
| Partis                | Partis                       | Candidats             | Voix                  | %                     |                       |
| --------------------- | ---------------------------- | --------------------- | --------------------- | --------------------- | --------------------- |
|                       | Parti républicain            | Curtis Loftis         | 907,755               | 98.94                 |                       |
|                       | Tiers partis et indépendants | Autres candidats      | 9,748                 | 1.06                  |                       |

### Contrôleur général
| Élection du Contrôleur général | Élection du Contrôleur général | Élection du Contrôleur général | Élection du Contrôleur général | Élection du Contrôleur général | Élection du Contrôleur général |
| Partis                         | Partis                         | Candidats                      | Voix                           | %                              |                                |
| ------------------------------ | ------------------------------ | ------------------------------ | ------------------------------ | ------------------------------ | ------------------------------ |
|                                | Parti républicain              | Richard Eckstrom               | 746,841                        | 56.50                          |                                |
|                                | Parti démocrate                | Robert Barber                  | 574,302                        | 43.45                          |                                |
|                                | Tiers partis et indépendants   | Autres candidats               | 719                            | 0.05                           |                                |

### Surintendant de l'éducation
| Élection du Surintendant de l'éducation | Élection du Surintendant de l'éducation | Élection du Surintendant de l'éducation | Élection du Surintendant de l'éducation | Élection du Surintendant de l'éducation | Élection du Surintendant de l'éducation |
| Partis                                  | Partis                                  | Candidats                               | Voix                                    | %                                       |                                         |
| --------------------------------------- | --------------------------------------- | --------------------------------------- | --------------------------------------- | --------------------------------------- | --------------------------------------- |
|                                         | Parti républicain                       | Mick Zais                               | 680,787                                 | 51.26                                   |                                         |
|                                         | Parti démocrate                         | Frank S. Holleman, III                  | 572,508                                 | 43.11                                   |                                         |
|                                         | Tiers partis et indépendants            | Autres candidats                        | 74,769                                  | 5.63                                    |                                         |

### Adjudant général
| Élection de l'Adjudant général | Élection de l'Adjudant général | Élection de l'Adjudant général | Élection de l'Adjudant général | Élection de l'Adjudant général | Élection de l'Adjudant général |
| Partis                         | Partis                         | Candidats                      | Voix                           | %                              |                                |
| ------------------------------ | ------------------------------ | ------------------------------ | ------------------------------ | ------------------------------ | ------------------------------ |
|                                | Parti républicain              | Bob Livingston                 | 900,620                        | 99.25                          |                                |
|                                | Tiers partis et indépendants   | Autres candidats               | 6,786                          | 0.75                           |                                |

### Commissaire à l'agriculture
| Élection du Surintendant de l'éducation | Élection du Surintendant de l'éducation | Élection du Surintendant de l'éducation | Élection du Surintendant de l'éducation | Élection du Surintendant de l'éducation | Élection du Surintendant de l'éducation |
| Partis                                  | Partis                                  | Candidats                               | Voix                                    | %                                       |                                         |
| --------------------------------------- | --------------------------------------- | --------------------------------------- | --------------------------------------- | --------------------------------------- | --------------------------------------- |
|                                         | Parti républicain                       | Hugh Weathers                           | 792,260                                 | 60.11                                   |                                         |
|                                         | Parti démocrate                         | Tom Elliot                              | 525,229                                 | 39.85                                   |                                         |
|                                         | Tiers partis et indépendants            | Autres candidats                        | 533                                     | 0.04                                    |                                         |